# 董皎
董皎（?—?），中国五胡十六国时代成汉皇帝李寿的相国。
大成开国皇帝李雄的堂弟李寿废李雄的儿子皇帝李期，自己称皇帝，改国号为汉。李寿继立，任命董皎为相国，总管政务。343年，李寿去世，其子李势即位。344年，太史令韩皓上书说：“荧惑守心（火星在心宿），是上天对不修缮宗庙的谴责。”李势令群臣议论。董皎和侍中王嘏认为：“景皇帝李特、武皇帝李雄创定国家，献皇帝李骧、文皇帝李寿禀承基业，至亲的关系并不疏远，不应疏远绝祀。”于是李势重新下令祭祀成始祖李特和太宗李雄，都用汉的称谓。李势无子，李廣求为皇太弟，李势不许。大臣马当、解思明劝李势答应，李势怀疑他们有阴谋，命董皎收斩两人，夷三族。李势无道，董皎助纣为虐。